# Trundholm Mose
Trundholm Mose er en mose vest for Nørre Asmindrup, Nørre Asmindrup Sogn i Odsherred Kommune i Odsherred. Før strukturreformen i 2007 lå den i Trundholm kommune. Mosen er mest kendt for fundet af Solvognen i september 1902. Den ny landevej (Kirkeåsvejen) til Odden Færgehavn passerer igennem mosen, der nu er drænet og fremstår som agerland.
12 September 2020 indviede Dronning Margrete et stort monument ved findestedet.

## Galleri
- Sten på det nøjagtige fundsted
- Monument i mosen

1. ↑  For 3.400 år siden trak den solen over himlen: I dag er Solvognen et nationalklenodie med eget monument

55°53′12″N 11°34′21″Ø / 55.88661°N 11.57239°Ø